# 沙发脚凳

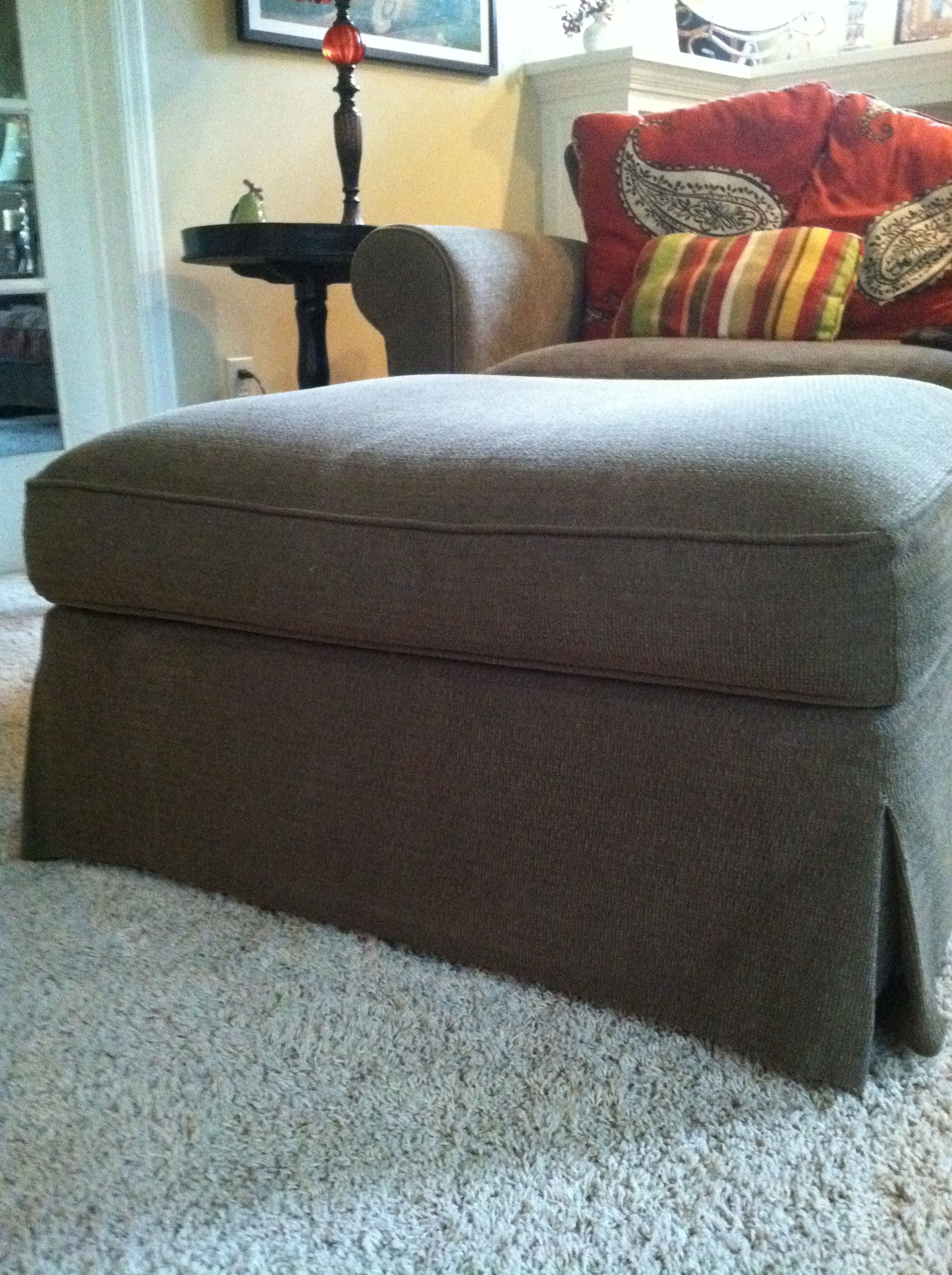
客厅里的一张沙发脚凳

沙发脚凳是一件家具。 沙发脚凳既没有靠背，也没有可以扶的地方。有些沙发脚凳內部是空心的，裡面可以放置物品。 沙发脚凳可能起源自奥斯曼帝国的家具，並於18世纪末从奥斯曼帝国传至欧洲。